# 千葉県こども病院
千葉県こども病院（ちばけんこどもびょういん）は、千葉県千葉市緑区にある小児専門病院。一般医療機関では対応が困難な特殊または、高度・専門的な医療を必要とする15歳未満の小児疾病の診断・治療を行う小児病院である。地域医療支援病院の承認を受ける。

## 沿革
- 1988年（昭和63年）10月1日 「千葉県こども病院」として許可病床数200床で開院。

## 施設概要
- 一般病床：182床
- 集中治療室（ICU）：9床
- 新生児特定集中治療室（NICU）：9床
- 無菌室：3床
- 計：203床

## 診療科
- 救急総合診療科（）
- 感染症科
- 内分泌科
- 代謝科
- 血液・腫瘍科
- 遺伝科（外来のみ）
- アレルギー科
- 新生児・未熟児科
- 腎臓科
- 循環器科
- 神経科
- 精神科（外来のみ）
- 集中治療科（）
- 小児外科
- 整形外科
- 脳神経外科
- 眼科
- 耳鼻咽喉科
- 形成外科
- 泌尿器科
- 心臓血管外科
- 歯科
- 麻酔科（入院のみ）

## 交通
- JR東日本外房線鎌取駅より千葉中央バスの千葉リハビリセンター行でこども病院下車。